# Gospodarka Argentyny
Argentyna jest jednym z najlepiej rozwiniętych gospodarczo krajów Ameryki Południowej. Argentyna jest wiodącym producentem żywności na kontynencie oraz posiada duże rezerwy gazu i litu. W wyniku kryzysu wywołanego przez COVID-19 produkt krajowy brutto Argentyny spadł o 9,9%. W 2021 PKB wzrosło o 10,4%. W sierpniu 2022 roku inflacja wynosiła 71% w skali roku. Poważnymi problemami gospodarki Argentyny są: brak stabilności gospodarczej, ograniczający trwałość wzrostu gospodarczego, oraz wysoki deficyt budżetowy. Walutą Argentyny jest peso argentyńskie. Argentyna jest członkiem Międzynarodowej Organizacji Pracy, Banku Światowego, Międzynarodowego Funduszu Walutowego, Światowej Organizacji Handlu. 26 marca 1991 roku Argentyna współtworzyła Mercosur – regionalną  organizacje gospodarczą.

## Kontekst historyczny

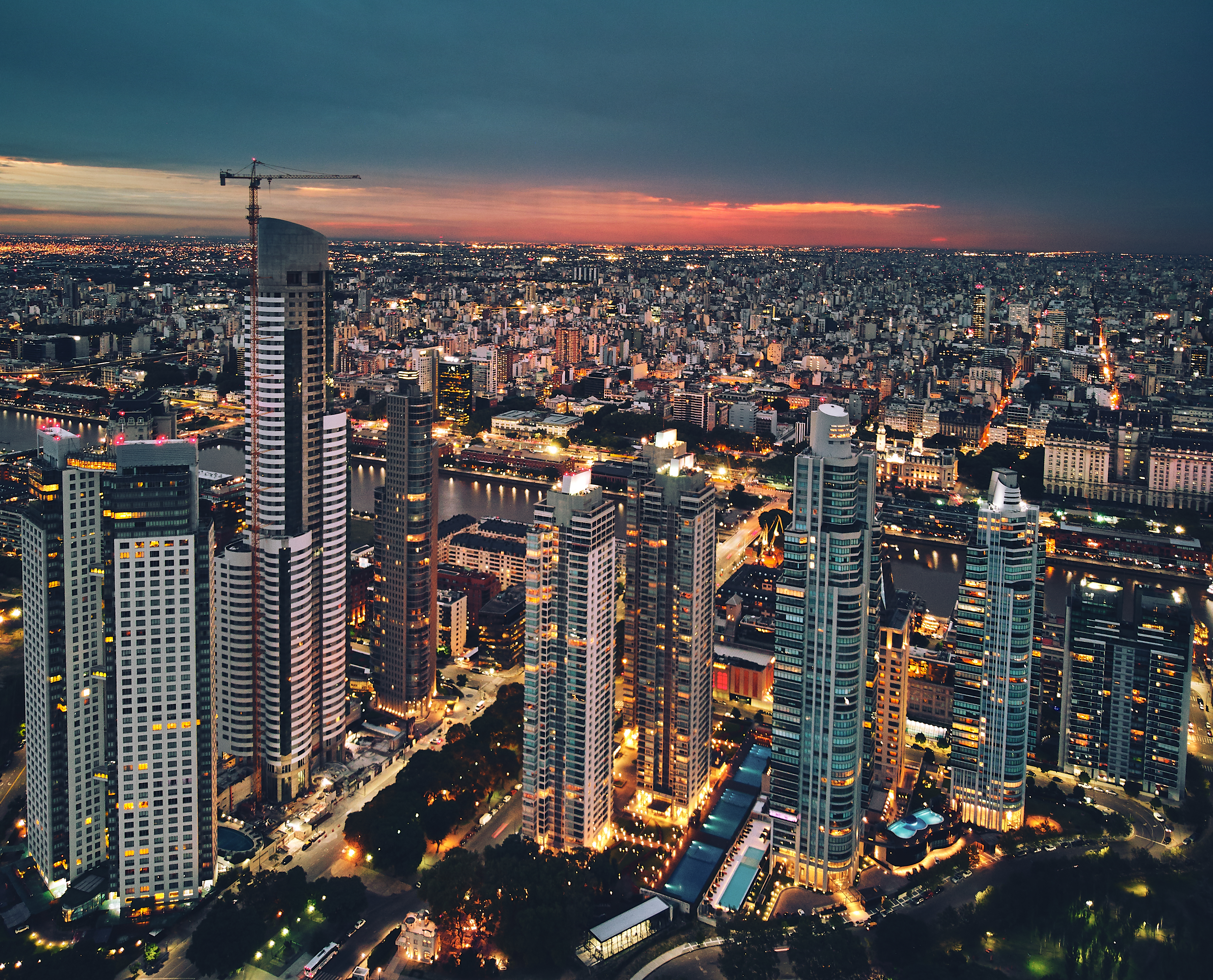
Dzielnica biznesowa w Buenos Aires

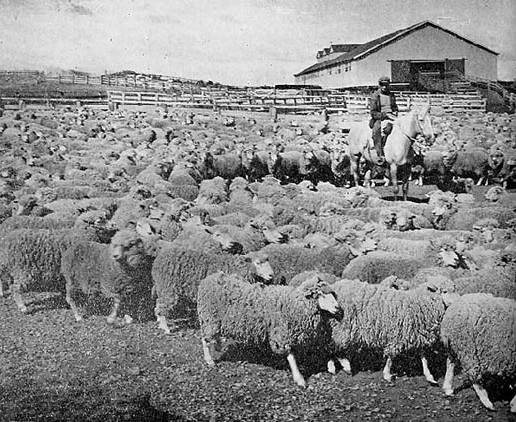
Stado owiec na Ziemi Ognistej należące do przedsiębiorstwa Sociedad Explotadora de Magallanes w 1942 roku

Argentyna uzyskała niepodległość w 1810 roku. Boom gospodarczy Argentyny przypadł na lata 1875–1914. Za sprawą rozwoju handlu światowego, spadku kosztów transportu i rozwój techniki umożliwiającej przewóz chłodzonego mięsa rozwinęło się rolnictwo. W Argentynie pojawiła się grupa posiadaczy ziemskich, która zbudowała swój majątek na handlu zbożem, wołowiną i innymi produktami rolniczymi. Dużym problemem w gospodarce był brak wykwalifikowanych robotników (w 1914 roku co trzeci Argentyńczyk był analfabeta). W 1922 roku prezydent Hipólito Yrigoyen wprowadził publiczny system edukacji i obowiązkowe emerytury. Podczas jego pierwszej kadencji, przypadającej na lata 1916–1922, średni wzrost gospodarczy Argentyny wynosił ok. 8%. Yrigoyen wrócił na fotel prezydenta w 1928 roku. Rok później w wyniku wielkiego kryzysu gospodarka Argentyny się załamała. W 1930 roku grupa wojskowych obaliła Yrigoyena. W 1935 roku powołano Bank Centralny Republiki Argentyńskiej. Jej pierwszymi współwłaścicielami byli państwo i banki komercyjne. Zgodnie z prawem, Bank Centralny Republiki Argentyńskiej nie mógł udostępniać rządowi środków przekraczających 10% średnich wpływów podatkowych z minionych trzech lat. Bank Centralny Republiki Argentyńskiej do dziś odpowiada za emisję peso, ustala stopy procentowe i kurs walutowy, reguluje podaż pieniądza i decyduje o ilości gotówki rezerwowej, którą muszą posiadać banki.

### Rządy Juana Peróna
W 1946 roku prezydentem Argentyny został Juan Perón. Po zamachu stanu z 1943 roku pełnił on urząd w departamencie pracy i bezpieczeństwa socjalnego, przekształcony następnie w ministerstwo. Perónowi udało się zreformować prawo pracy i nawiązać współpracę ze związkami zawodowymi. Utrzymywał kontakt z związkami również, gdy awansował na ministra wojny, a następnie na wicepremiera. Jako wicepremier Perón znacjonalizował Bank Centralny Republiki Argentyńskiej oraz zniósł regulację, ograniczającą limit ograniczający kwotę pożyczki dla rządu. Jako prezydent, Juan Perón ogłosił powstanie tzw. trzeciej drogi, odrębnej od systemu kapitalistycznego i komunistycznego. Perón znacjonalizował przemysł, koleje, uniwersytety, marynarkę handlową i zakłady użyteczności publicznej, przyznał robotnikom świadczenia socjalne i podwyżki płac oraz wprowadził monopol państwowy w handlu z zagranicą.
Dzięki zagwarantowaniu świadczeń socjalnych, wprowadzeniu regulacji w zakresie bezpieczeństwa pracy i organizacji robót publicznych (finansowanych z rezerw walutowych zgromadzonych podczas prosperity) Perón cieszył się bardzo dużą popularnością wśród robotników, co pozwoliło mu na zbudowanie państwa autorytarnego. Liczne regulacje oraz stosowanie terroru politycznego sprzyjały rozwojowi wielkich przedsiębiorstw państwowych. Przedsiębiorstwa te nierzadko przynosiły straty finansowe, gdyż były prowadzone przez osoby niewykwalifikowane i niedoświadczone, obsadzone na dane stanowiska z politycznego nadania. Podczas prezydentury Peróna argentyńskie zakłady przemysłowe były wspierane przez rząd poprzez udzielanie tanich pożyczek i obniżenie podatków, co zwiększało wydatki i zmniejszało wpływy w budżecie kraju. Deficyt budżetowy był finansowany przez bank centralny poprzez emisję pieniądza.
W latach 1948–1950 peso argentyńskie straciło 70% wartości. Inflacja wzrosła z 19% (1946) do 50% (1951). W latach 1948–1952 siła nabywcza robotników spadła o 20%, podczas gdy produkt krajowy brutto pozostał na tym samym poziomie.
W 1951 roku Perón uzyskał reelekcję. Pomimo nasilenia terroru politycznego coraz częściej dochodziło do strajków na tle ekonomicznym. W 1955 roku doszło do zamachu stanu, który doprowadził do obalenia Perón. Perón uciekł do Paragwaju, a następnie do Hiszpanii, skąd utrzymywał kontakt z liderami skrajnych związków zawodowych. W wyniku nieudolnej polityki ekonomicznej kolejnych prezydentów, coraz więcej Argentyńczyków z nostalgią zaczęło odnosić się do polityki socjalnej Peróna. Juan Perón wrócił do kraju po zamachu stanu z 1966 roku. W 1973 roku peroniści zdobyli większość w parlamencie, zaś w wyborach specjalnych Juan Perón został wybrany na prezydenta. Władzę pełnił do swojej śmierci 1 lipca 1974 roku.

### Niestabilność ekonomiczna
Po śmierci Juana Peróna prezydentem Argentyny została jego żona Isabel. W wyniku nasilenia terroru politycznego i rosnącego chaosu ekonomicznego w 1975 roku została ona obalona w wyniku zamachu stanu. Władzę w kraju przejęła junta wojskowa. Rządy wojskowe nie poradziły sobie ze złą sytuacją gospodarczą Argentyny. Junta upadła wkrótce po rozpoczęciu wojny o Falklandy, w wyniku której Brytyjczycy zachowali władzę na wyspach. Po upadku junty wojskowej przywrócono w Argentynie demokrację.
W 1983 roku prezydentem został Raúl Alfonsín. Pomimo wprowadzenia przez Alfonsína reform i renegocjacji zadłużenia gospodarka Argentyny nadal borykała się z deficytem budżetowym i inflacją (w 1988 roku przekraczającej ok. 600%). W 1989 roku Raúl Alfonsín ustąpił z urzędu prezydenta. Jego następcą został Carlos Menem, który rozpoczął prywatyzację zakładów przemysłowych, rolniczych i usługowych oraz infrastruktury (z prywatyzacji wyłączono część banków) w ramach tzw. Planu wymienialności. W latach 1989–1990 kraj borykał się z hiperinflacją wynoszącą ok. 2 600%. W kwietniu 1991 roku ustanowiono sztywne powiązanie wartości peso argentyńskiego z dolarem amerykańskim w relacji 1:1, dzięki czemu udało się zahamować inflację oraz ustabilizować gospodarkę. W latach 1991–1999 średni wzrost PKB wynosił 4,7%. W latach 1992–1999 eksport rósł średnio o 8,2% rocznie. Nowy system polityki monetarnej poparli ekonomiści związani z Bankiem Światowym i Międzynarodowym Funduszem Walutowym. Pozytywna opinia ekonomistów wynikała z badań empirycznych dowodzących, że państwa, które zastosowały ten system polityki pieniężnej w latach 1950–1953 rozwijały się szybciej od pozostałych, korzystających z innych reżimów walutowych. Prywatyzacja przyczyniła się do wzrostu rentowności przedsiębiorstw oraz ogólnej modernizacji gospodarki Argentyny, jednak doprowadziła ona również do dużego wzrostu bezrobocia. Nie udało się również rozbić monopoli państwowych na kilka konkurencyjnych firm prywatnych. W 1998 roku inflacja wyniosła 0,1%.

### Kryzys gospodarczy w latach 1999–2001

Produkt krajowy brutto na osobę w Argentynie w latach 1998–2005

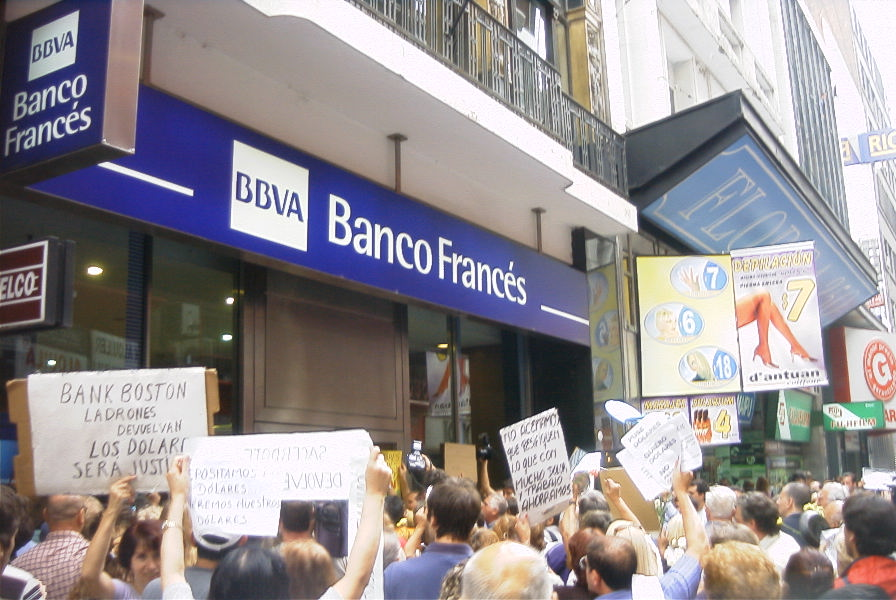
Mieszkańcy Buenos Aires protestujący przeciwko zamrożeniu kont bankowych, 6 lutego 2002

Po chwilowej stabilizacji, w 1999 roku gospodarka Argentyny załamała się na skutek osłabienia konkurencyjności produktów argentyńskich na rynkach światowych w wyniku dewaluacji reala brazylijskiego, odpływu kapitału zagranicznego do Brazylii oraz niekorygowania błędów podczas transformacji gospodarki Argentyny. Kryzys gospodarczy w 1999 roku dotknął wszystkie kraje Ameryki Łacińskiej, jednak w Argentynie był on wyjątkowo dotkliwy i długotrwały. Kryzys uwypuklił wady wprowadzonego w 1991 roku ścisłego powiązania peso argentyńskiego z dolarem amerykańskim. Mocna waluta sprzyjała zarówno importowi towarów, ale także zachęcała do korzystania z kredytów zagranicznych. W efekcie w 2001 roku dług Argentyny wyniósł 150 mln USD, zaś zadłużenie krótkoterminowe wyniosło ponad 20 mld USD (przy rezerwach walutowych wynoszących 15 mld USD). Kryzys pogłębił spadek cen żywności i surowców na rynkach światowych oraz niewydolność systemu podatkowego i pokrywanie deficytu budżetowego emisją obligacji.
W 1999 roku prezydentem Argentyny został Fernando de la Rúa. 21 grudnia 2001 roku podał się do dymisji, nie radząc sobie ze stabilizacją gospodarki kraju. Do 2 stycznia 2002 roku Kongres czterokrotnie wybierał prezydenta kraju. Rządzący wówczas prezydenci rezygnowali z urzędu po kilku dniach, gdyż nie potrafili poradzić sobie z recesją. W styczniu 2002 roku prezydentem został Eduardo Duhalde. Do końca 2002 roku gospodarka Argentyny zmniejszyła się o 20% w stosunku do 1998 roku. Kryzys gospodarczy zakończył się bankructwem Argentyny, załamaniem planu wymienialności, spadkiem kursu peso argentyńskiego oraz międzynarodowym izolacją finansową. Poprawa gospodarki nastąpiła w pierwszej połowie 2003 roku, jeszcze przed dymisją Duhaldego.

### Recesja z 2001 roku, kirchnerismo i najnowsze wydarzenia
W maju 2003 roku prezydentem został Néstor Kirchner. Kirchner zapoczątkował tzw. kirchnerismo, populistyczną politykę gospodarczą, stanowiącą odmianę peronizmu. Wprowadził on program reform socjalnych i gospodarczych, które krótkotrwale przyczyniły się do poprawy gospodarki kraju. Podczas jego rządów ożywiła się gospodarka Argentyny, pomimo nie wdrażania rekomendowanej przez Międzynarodowy Fundusz Walutowy polityki oszczędzania. W 2005 roku Néstor Kirchner prowadził uwieńczone sukcesem rozmowy z wierzycielami w sprawie redukcji długu państwowego w wysokości 104 mld USD.
W 2007 prezydentem została Cristina Fernández de Kirchner, żona Néstora. Kontynuowała ona politykę męża. W 2007 roku rząd Argentyny zaczął fałszować dane dotyczące inflacji. W 2012 roku nasilił się konflikt rządu argentyńskiego z Międzynarodowym Funduszem Walutowym na tle szacowania i publikowania danych dotyczących inflacji. Wysokość inflacji podawana przez rząd oraz szacowana przez niezależnych ekonomistów znacząco się różniła. Aby zahamować inflację, w 2012 roku wprowadzono kontrolę cen żywności, mediów, transportu oraz trzystu innych produktów. Za prezydentury Cristiny Fernández de Kirchner wprowadzono również państwową kontrolę wydobycia i sprzedaży ropy naftowej oraz znacjonalizowano wcześniej sprywatyzowane przedsiębiorstwa. 30 czerwca 2014 roku Argentyna ponownie ogłosiła bankructwo.
W 2015 roku prezydentem Argentyny został Mauricio Macri. Na ministra finansów mianował Alfonso Prat-Gaya. Jedną z pierwszych decyzji Prat-Gaya było uwolnienie kursu peso argentyńskiego (17 grudnia 2015). 22 maja 2020 roku Argentyna ponownie zbankrutowała. Produkt krajowy brutto spadł w 2020 roku o 9,9% podczas kryzysu wywołanego przez pandemię COVID-19. Rok później produkt krajowy brutto wzrósł o 10,4%.
W pierwszej połowie 2023 roku wskaźnik ubóstwa przekroczył 40,1% (w porównaniu z 39,2% w drugiej połowie 2022 roku). W grudniu 2023 roku inflacja wyniosła 211,4% i była najwyższa od 30 lat. W styczniu 2024 roku Międzynarodowy Fundusz Walutowy zgodził się wypłacić Argentynie 4,7 mld dolarów z programu pomocowego.

## Energetyka

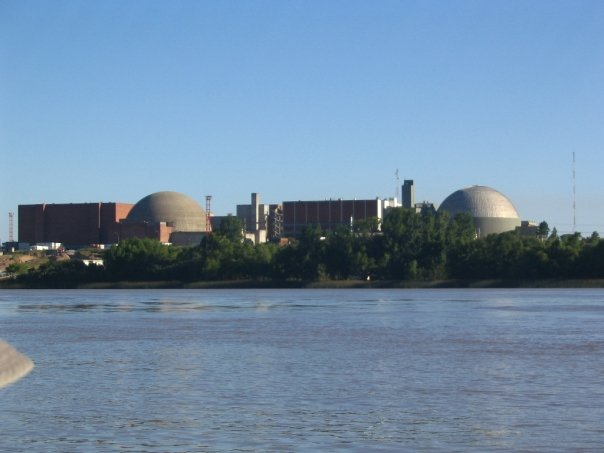
Elektrownia jądrowa Atucha, znajdująca się na prawym brzegu rzeki Parana

Energię elektryczną produkuje się głównie w elektrowniach cieplnych i wodnych. Na rzece Parana stoi elektrownia wodna Yaciretá. W Argentynie działa kilka elektrowni jądrowych. Dzięki nim kraj jest głównym producentem energii jądrowej w Ameryce Łacińskiej.

## Przemysł
Rozwinięty jest przemysł przetwórczy (hutnictwo żelaza i metali nieżelaznych), maszynowy, chemiczny, środków transport, rafinacji ropy naftowej oraz sektory związane z zaopatrzeniem rolnictwa i przetwarzaniem jej produktów (spożywczy, skórzano-obuwniczy, włókienniczy). Przemysł koncentruje się głównie wokół największych miast Argentyny. Przemysł samochodowy jest w trakcie rozwoju. Sektor ten ożywił się w latach 90., w wyniku inwestycji zagranicznych i budowy nowoczesnych montowni. Przemysł lotniczy rozwinął się w Córdobie. Przemysł stalowy pojawił się w latach 40. XX wieku. W następnych latach jej rozwój był powolny. Zakłady w Jujuy, huta w Rosario czy też huta w San Nicolás de los Arroyos produkują większość krajowej stali. Produkcja ta nie zaspokaja popytu krajowego.

### Górnictwo
Argentyna eksploatuje ropę naftową i gaz ziemny, głównie w Patagonii (Comodoro Rivadavia, Cerro Redondo), na Ziemi Ognistej oraz w północno-zachodniej części kraju. Węgiel kamienny wydobywa się w Río Turbio. Wydobywa się również rudy żelaza w Zapla i Sierra Grande, rudy cynku i ołowiu w Jujuy, a także uranu, miedzi, wolframu, cyny, manganu, berylu i srebra (w Patagonii), sól kamienną, siarkę, litu i fosforyty, bor. Argentyna posiada trzecie co do wielkości złoża litu (6,5% światowych zasobów), czwarte miedzi (7,3%) i siódme srebra (7,2%). Większość zasobów naturalnych znajduje się w terenach przygranicznych z Chile i rejonach pustynnych.
Górnictwo zaczęło rozwijać się w latach 90. XX wieku. Wcześniej sektor wydobywczy ograniczał się do wydobywania surowców budowlanych. Najstarszą czynną kopalnią w Argentynie jest działająca od lat 30. XX wieku El Aguilar, skąd wydobywa się skały użytkowe. Obecnie kopalnia należy do szwajcarskiej spółki Glencore. W 1992 roku opracowano plan rozwoju prywatnych inicjatyw w przemyśle górniczym. Na początku XXI wieku często dochodziło do protestów związanych z realizacją projektów górniczych (m.in. z rozwojem kopalń odkrywkowych i ich wpływu na środowisko naturalne).

## Rolnictwo

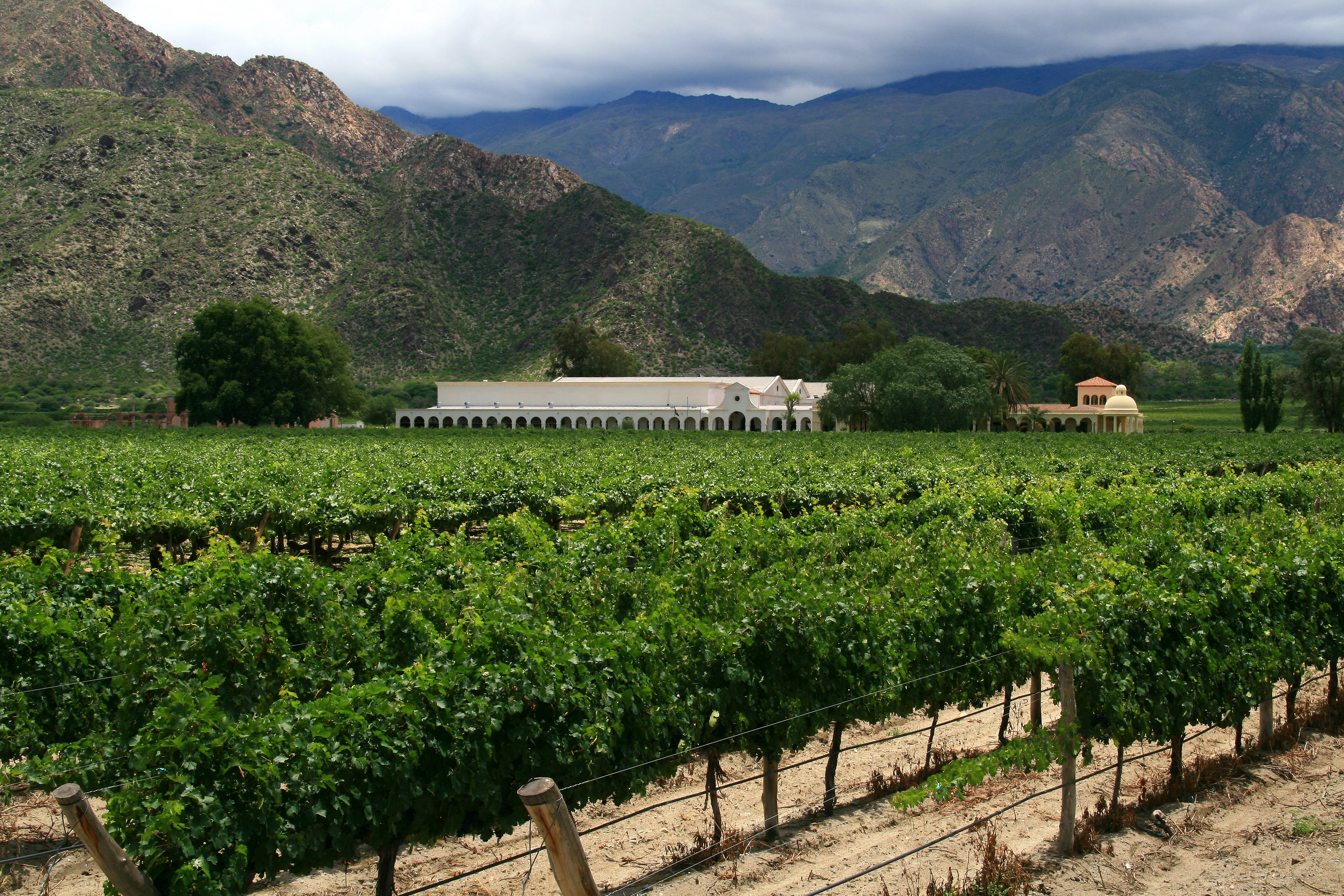
Winnice w Salta

Podstawą rolnictwa jest wielkotowarowa produkcja zbóż oraz hodowla owiec i bydła. Najważniejsze obszary uprawne mieszczą się na Pampie, w pobliżu Międzyrzeczu Argentyńskim oraz w południowej części Gran Chaco. Uprawia się: pszenicę, soję, kukurydzę, sorgo, słonecznik, bawełnę, len, winorośl, ziemniaki, trzcinę cukrową, drzewa cytrusowe, orzeszki ziemne, drzewo tungrowe, tytoń i herbatę Połowa wyprodukowanej kukurydzy jest przetwarzana na paszę dla zwierząt. Winorośl uprawia się w prowincjach Mendoza i San Juan. Większość upraw wykorzystuje się do produkcji wina. Trzcinę cukrową uprawia się w prowincjach Tucumán, Salta i Jujuy. Duże straty w rolnictwie przyniosła susza w 2023 roku.
Rozwinięta jest hodowla bydła mięsnego (głównie na Pampie) oraz owiec (w Patagonii). Tradycyjnie hoduje się konie, a w strefach podmiejskich drób. Świnie hodowane są głównie na rynek wewnętrzny. W latach 90. XX wieku Argentyna nie mogła eksportować wołowiny do państw Unii Europejskiej i Stanów Zjednoczonych z powodu występowania pryszczycy. Po 2000 roku eksport wznowiono, jednak zdarzało się wprowadzenie czasowych embarg na argentyńską wołowinę.
Lasy zajmują 10,4% powierzchni Argentyny (2020).
Rybołówstwo jest słabo rozwinięte, głównie ze względu na preferencje kulinarne Argentyńczyków, gdzie w diecie dominuje wołowina. Dużą część połowów stanowią morszczuki, kalmary i krewetki. Trzy czwarte połowów jest mrożona lub przetwarzana na olej i mączkę rybną, z przeznaczeniem na eksport.

## Transport i infrastruktura

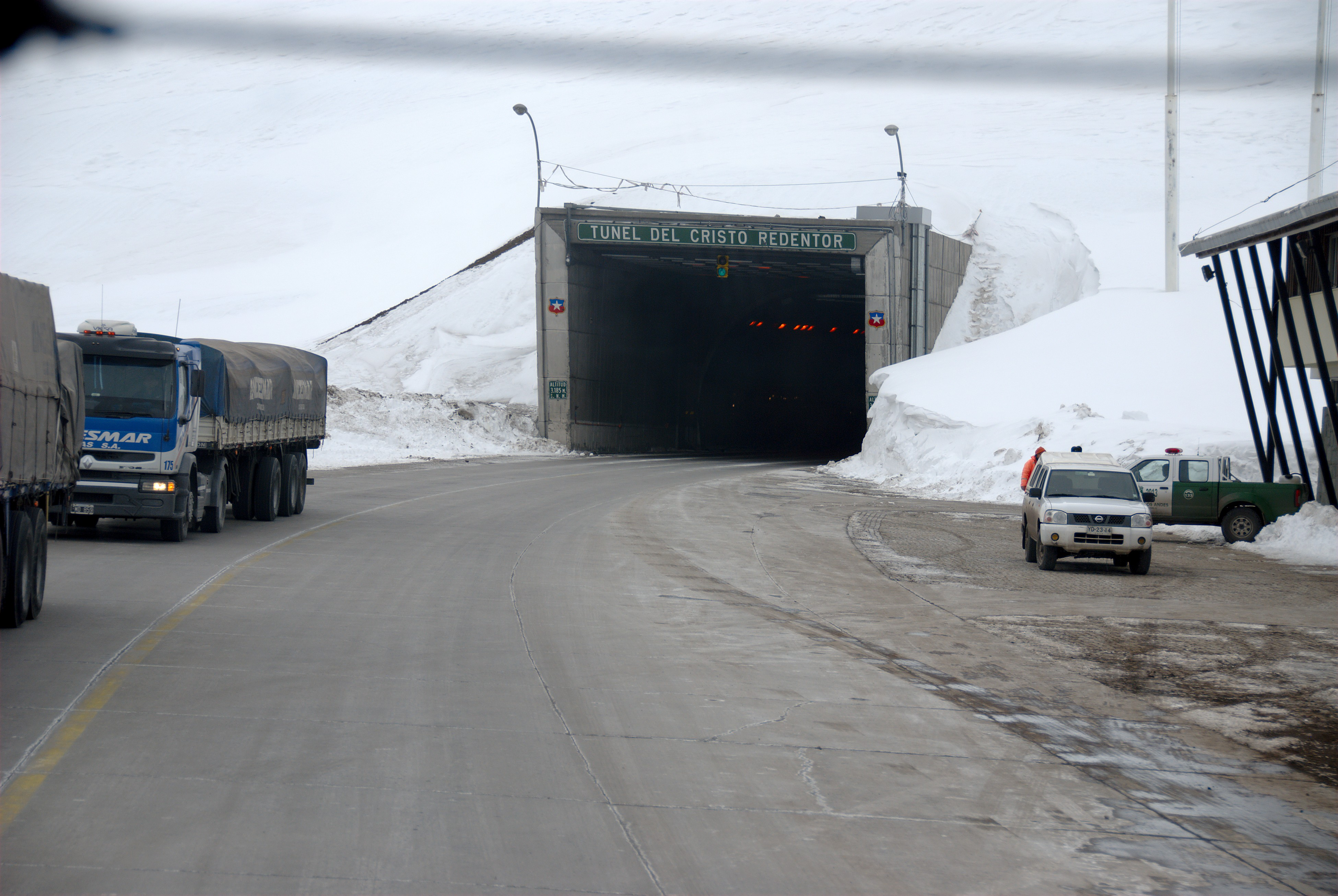
Tunel Chrystusa Zbawiciela, przebiegający w Andach pomiędzy prowincją Mendoza w Argentynie a chilijską prowincją Los Andes w regionie Valparaíso

Argentyński odcinek Drogi Panamerykańskiej ma ok. 5 tys. km długości. Żegluga śródlądowa odgrywa dużą rolę, głównie na rzekach Parana i Paragwaj. W Buenos Aires mieści się główny port morski i największe lotnisko w kraju. Większe porty rzeczne dostępne dla statków morskich mieszczą się również w Rosario i Santa Fe.
Odsetek Argentyńczyków korzystających z Internetu wynosi 86% (2020).

## Usługi
Usługi pełnią ok. 60% produktu krajowego brutto Argentyny. Turystyka odgrywa coraz większą rolę w gospodarce Argentyny. Głównymi atrakcjami turystycznymi są: wodospady Iguaçu, dawne misje jezuickie w Misiones, ośrodki narciarskie w Bariloche, Patagonia, Ziemia Ognista oraz stolica Buenos Aires, nazywana Paryżem Ameryki Południowej.

## Handel zagraniczny
Do lat 90. Argentyna handlowała głównie z państwami europejskimi oraz ze Stanami Zjednoczonymi. W 1985 roku Argentyna i Brazylia podpisały deklarację, na mocy której oba państwa powołały komisje do promowania integracji ich gospodarek. W 1988 roku Argentyna i Brazylia rozpoczęły prace na rzecz powołania wspólnego runku dla państw Ameryki Południowej. W efekcie w 1991 roku w Asunción głowy państw Argentyny, Brazylii, Paragwaju i Urugwaju podpisali traktat, na mocy którego powstała międzynarodowa organizacja gospodarcza Mercosur. Największymi partnerami handlowymi Argentyny (w 2019 roku) były: Brazylia, Chiny, Stany Zjednoczone, Niemcy i Chile. Argentyna eksportuje głównie produkty rolne, ropę naftową, maszyny i sprzęt transportowy. Importuje zaś produkty chemiczne i dobra konsumpcyjne.

## Rynek pracy
Argentyna posiada dużą i wykształconą siłę roboczą. Za prezydentury Juana Peróna poprawiły się warunki pracy robotników. Kobiety zwykle wykonują gorzej płatne prace i otrzymują niższe wynagrodzenie niż mężczyźni.